# واکانا ماتسوموتو
واکانا ماتسوموتو (انگلیسی: Wakana Matsumoto؛ زادهٔ ۲۵ فوریهٔ ۱۹۸۴) هنرپیشه اهل ژاپن است. وی از سال ۲۰۰۷ میلادی تاکنون مشغول فعالیت بوده‌است.